# Drásov u Příbramě

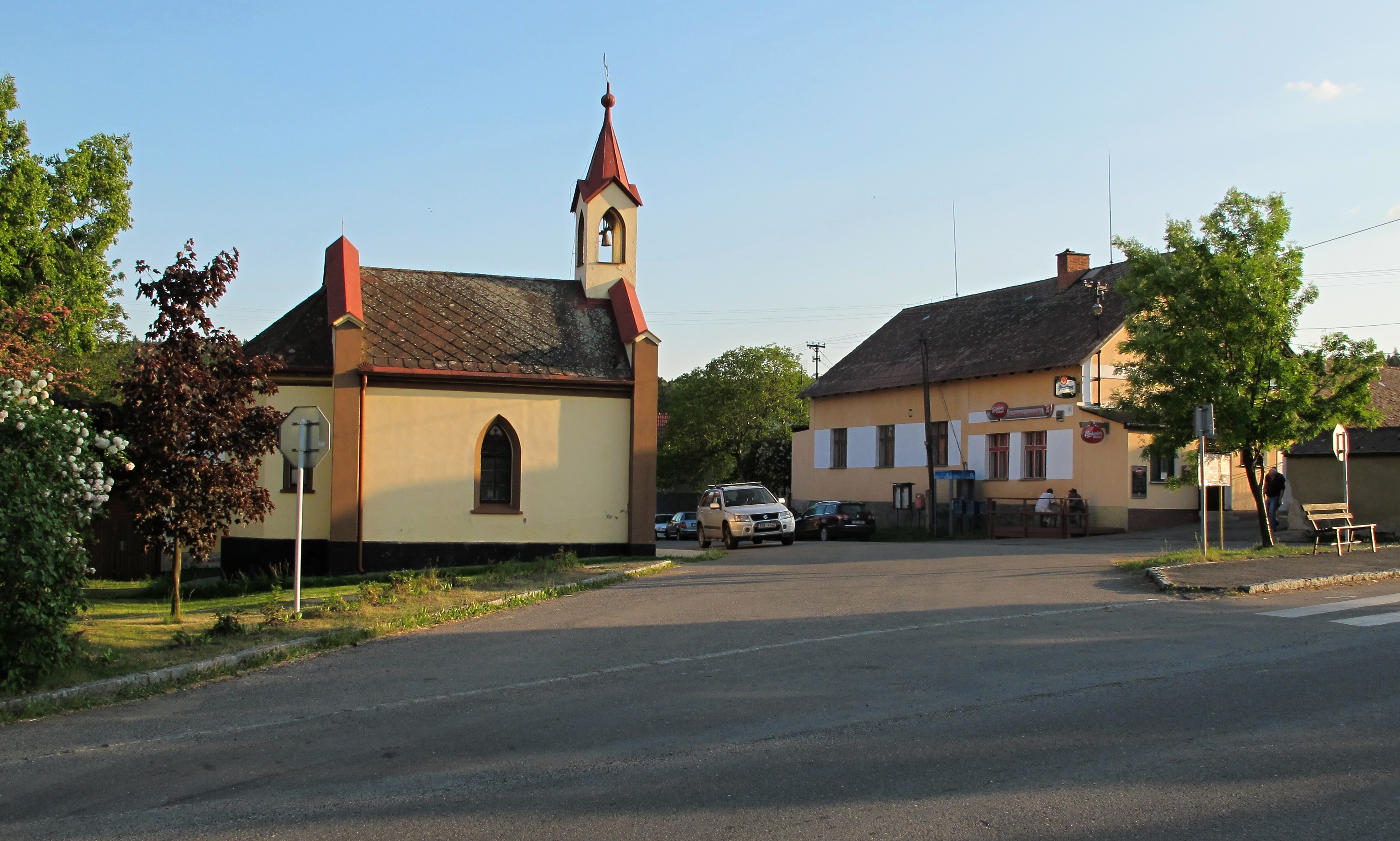
Kapelle und Gasthaus in Drásov

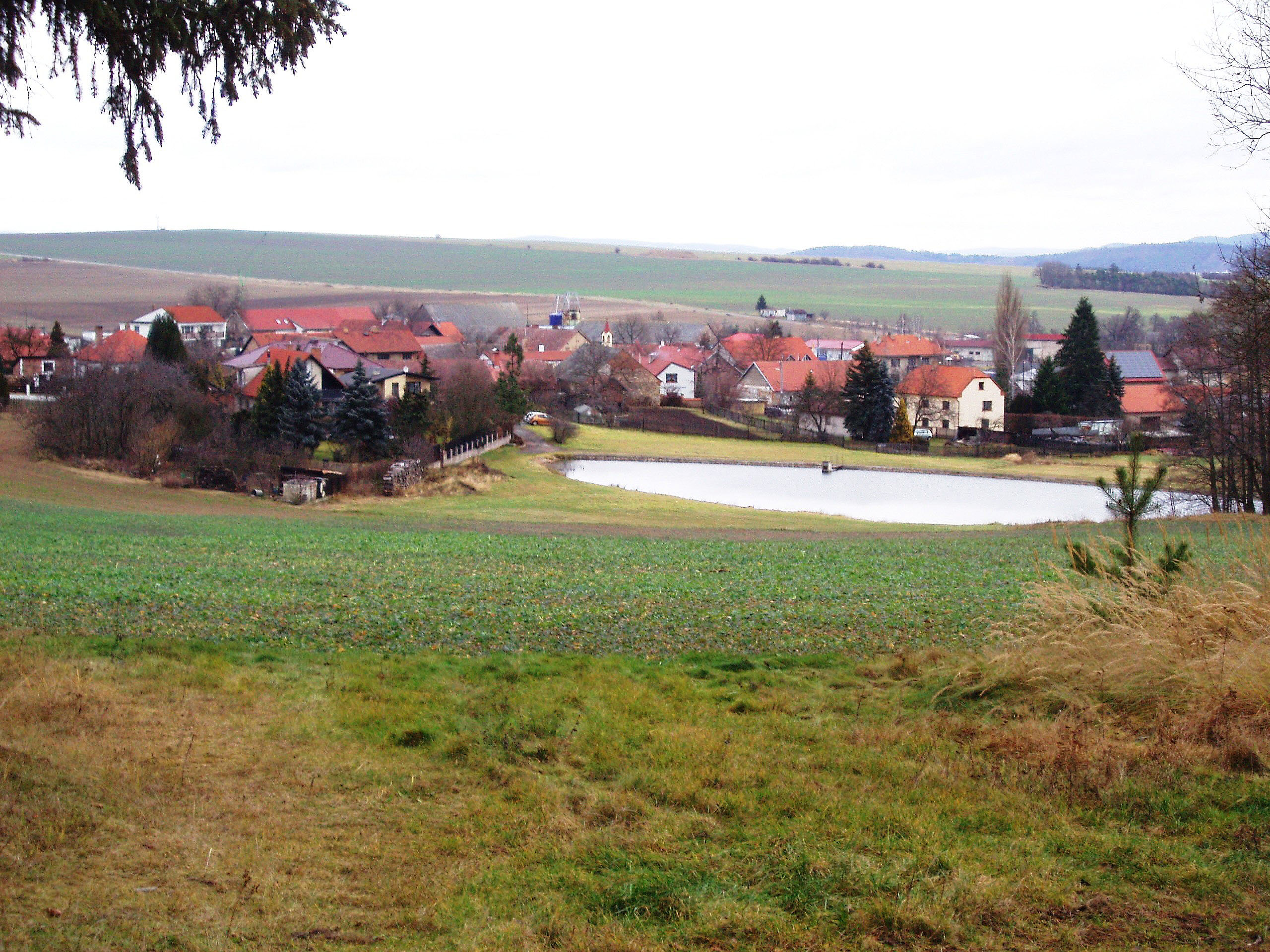
Blick von Westen auf Drásov

Drásov (deutsch Drasow, 1939–45: Drasau) ist eine Gemeinde in Tschechien. Sie liegt acht Kilometer östlich des Stadtzentrums von Příbram und gehört zum Okres Příbram.

## Geographie
Drásov befindet sich rechtsseitig über dem Tal der Kocába in der Dobříšská pahorkatina (Dobrischer Hügelland). Im Kocábatal liegen nordwestlich des Dorfes der Teich Červený rybník, nördlich der Prostřední rybník und nordöstlich der Teich Homolka; südwestlich im Tal des Drásovský potok der Teich Drásov. Im Osten erhebt sich der Imples (449 m n. m.), südöstlich der Točný vrch (512 m n. m.), im Süden der Vršek (469 m n. m.) und die Velká skála (551 m n. m.) sowie westlich die Halde Šachta 19 und der Drásovský chlum (490 m n. m.). Nordwestlich von Skalka befinden sich auf dem Fluren von Drásov Teile des Flugplatzes Příbram. Durch Drásov führt die Straße II/18 zwischen Příbram und Sedlčany. Zwischen Skalka und dem Flugplatz verläuft die Schnellstraße R 4 zwischen Prag und Příbram. An der Abfahrt 41 Drásov u Příbramě-Skalka bei Cihelna kreuzen sich beide Straßen.
Nachbarorte sind Dlouhá Lhota im Norden, Prostřední Mlýn, Ostrov und Ouběnice im Nordosten, Višňová und Holanka im Osten, Buda, Vápenice, Luhy und Jelence im Südosten, Jablonná, Káciň, Placy und Stěžov im Süden, Na Pelechu, Radětice, Palivo, Buk, Jesenice, Háje, Bytíz und V Toku im Südwesten, Dubenec und Cihelna im Westen sowie Skalka im Nordwesten.

## Geschichte
Die erste schriftliche Erwähnung des Ortes erfolgte im Jahre 1057 im Zuge der Gründung des Kollegiatstiftes St. Stephan in Litoměřice, als Herzog Spytihněv II.  dem Stift auch einen Untertanen namens Včelník in Drasovici überließ. Die nächste urkundliche Erwähnung von Drasovice erfolgte erst zu Beginn des 16. Jahrhunderts als Besitz des Pešík von Komárov. Danach erwarben die Herren Bechinie von Lazan auf Pičín das Gut Drasovice und vereinigten es mit ihrem Gut Langen-Lhota. Nach dem Tode von Humprecht von Lazan traten dessen Söhne Johann Wenzel und Ignaz Ludwig das überschuldete Gut Langen-Lhota an die Benediktiner vom Kloster St. Niklas in der Prager Altstadt an Zahlungs statt ab. 1773 verkaufte das Kloster das Gut an Rosalia Freifrau von Stenz, geborene von Peche. Nachfolgender Besitzer des Gutes Langen-Lhota war ab 1828 Heinrich August von Leibnitz. Er verkaufte das Gut 1838 an Franz de Paula Gundaccar II. von Colloredo-Mannsfeld. Dieser erbte nach dem Tode seines kinderlosen Onkels Rudolf Joseph II. von Colloredo-Mannsfeld 1844 die Herrschaft Dobřisch und verband das Gut Langen-Lhota mit dieser.
Im Jahre 1846 bestand das Dorf Drasow, auch Drazow bzw. Dražow genannt, aus 34 Häusern mit 237 Einwohnern, darunter je einer protestantischen bzw. jüdischen Familie. Haupterwerbsquelle bildete die Landwirtschaft. Im Ort gab es zwei Mühlen, eine davon mit Brettsäge. Pfarrort war Wischnowa. Bis zur Mitte des 19. Jahrhunderts blieb Drasow dem Gut Langen-Lhota untertänig.
Nach der Aufhebung der Patrimonialherrschaften bildete Drazov / Drasow ab 1850 einen Ortsteil der Gemeinde Dlouhá Lhota im Gerichtsbezirk Dobříš. Ab 1868 gehörte Drazov zum Bezirk Příbram. In den 1880er Jahren wurde das Dorf als Dražov bezeichnet, seit dem Ende des 19. Jahrhunderts führt es dem Namen Drásov. In den 1890er Jahren lösten sich Drásov und Cihelna von Dlouhá Lhota los und bildeten die Gemeinde Drásov. Im Jahre 1932 hatte Drásov (mit Cihelna) 300 Einwohner. Ab 1949 gehörte Drásov zum neugebildeten Okres Dobříš, nach dessen Aufhebung wurde die Gemeinde 1960 wieder Teil des Okres Příbram. 1961 wurde Skalka von Suchodol nach Drásov umgemeindet. Seit 2006 führt die Gemeinde ein Wappen und Banner.

## Gemeindegliederung
Die Gemeinde Drásov besteht aus den Ortsteilen Drásov (Drasow) und Skalka. Grundsiedlungseinheiten sind Drásov, Drásov-u cihelny (Cihelna) und Skalka. Zu Drásov gehört außerdem die Einschicht Prostřední Mlýn. 

## Sehenswürdigkeiten
- Kapelle in Drásov
- Kapelle in Skalka